# Jacobus Magni
Jacobus Magni OESA, auch Jacobus Magnus, Jacques Legrand (* ca. 1365 in Paris; † vor 1425) war ein französischer Augustinereremit und Autor.

## Leben
Nach seinem Studium ist Jacobus Magni als Almosenier im Dienst von Michel de Creney, Bischof von Auxerre († 1409) nachgewiesen. Zeitgenossen galt er als wortmächtiger Prediger. Ab 1405 predigte er mehrfach am französischen Königshof von Karl VI., wo er trotz seiner in den Predigten geäußerten Kritik sehr geachtet war. Im Bürgerkrieg der Armagnacs und Bourguignons war er 1412 in eine geheime Gesandtschaft von Gegnern des Königs wie Jean de Valois, duc de Berry an den englischen Königshof verwickelt.
Am 3. Januar 1414 erhielt er das Lizenziat in Theologie an der Universität von Paris.
Er veröffentlichte zahlreiche Werke, darunter Sentenzenkommentare, Auslegungen über das  Buch Genesis und die Psalmen. Sein Hauptwerk (um 1404) war das Sophilogium/Sophologium, eine Anthologie antiker und mittelalterlicher Texte zur Moralphilosophie in drei Teilen und 10 Kapiteln. Das Werk verbreitete sich schnell in ganz Europa und ist in zahlreichen Abschriften und Inkunabeln erhalten. Es gilt als
„beredtes Zeugnis für die Blüte des christlichen Humanismus bei den Augustinereremiten“ am Anfang des 15. Jahrhunderts (Nigel F. Palmer). Eine frühe Druckfassung erschien vor 1474 bei Adolf Rusch. Der erste Teil behandelt die Wissenschaften und die Poesie, der zweite die Tugenden und der dritte die Stände. Jacobus besorgte selbst eine französische Bearbeitung des dritten Teils als Le livre de bonnes mœurs.

## Werke
- Sophologium  Strassburg: Drucker mit dem bizarren R (Adolf Rusch), nicht nach 1474 (GW M17665)

Digitalisat, Universität zu Köln. Universitäts- und Stadtbibliothek
Digitalisat, Staatsbibliothek Berlin
Digitalisat, Stadtbibliothek Lübeck